# Janusz Palikot
Janusz Marian Palikot (Biłgoraj; 26 de Outubro de 1964 — ) é um político da Polónia. Ele foi eleito para a Sejm em 25 de Setembro de 2005 com 26275 votos em 6 no distrito de Lublin, candidato pelas listas do partido Platforma Obywatelska.